# طبیعت بی‌جان (ترانه آرام)
«طبیعت بی‌جان» (انگلیسی: Still Life) ترانه‌ای از خواننده اهل کره جنوبی، آراِم از بی‌تی‌اس با همکاری رپر آمریکایی اندرسون پاک است. «طبیعت بی‌جان» در ۲ دسامبر ۲۰۲۲ به عنوان دومین ترانه از نخستین آلبوم استودیویی آراِم به نام ایندیگو (۲۰۲۲) توسط بیگ هیت میوزیک منتشر شد.

## جدول‌های موسیقی
| جدول (۲۰۲۲)              | بالاترین جایگاه |
| ------------------------ | --------------- |
| ۲۰۰ آهنگ جهانی (بیلبورد) | ۱۸۷             |
| کره جنوبی (گائون)        | ۱۵۷             |